# Carbonara di Nola
Carbonara di Nola – miejscowość i gmina we Włoszech, w regionie Kampania, w prowincji Neapol.
Według danych na rok 2004 gminę zamieszkiwało 2027 osób, 675,7 os./km².